# Torneo Copa Centenario de Guatemala 2006
El Torneo Copa Centenario 2006 fue la cuarta edición de este certamen disputado en Guatemala. Se inició el 24 de enero y finalizó el 17 de mayo de 2006.El ganador fue nuevamente el Deportivo Jalapa que venció en la final al club Municipal por marcador global de 2 a 1.

## Primera ronda
Eliminatoria disputada a doble partido. Los encuentros de ida se disputaron el 24 y 25 de enero y los de vuelta el 1 y 2 de febrero. 
| Equipo local ida   | Resultado  | Equipo visitante ida | Ida  | Vuelta |
| ------------------ | ---------- | -------------------- | ---- | ------ |
| Jalapa             | 4-1        | Sansare              | 1-1¹ | 3-0    |
| Xelajú MC          | 3-3        | Xinabajul            | 1-1  | 2-2    |
| Marquense          | 2-2 (g.v.) | San Pedro            | 2-1  | 0-1    |
| Malacateco         | 2-2 (g.v.) | Coatepeque           | 2-1  | 0-1    |
| Juventud Retalteca | 3-6        | Suchitepéquez        | 3-1  | 0-5    |
| Nueva Concepción   | 1-1        | Tiquisate            | 1-1  | 0-0    |
| Puerto San José    | 1-2        | Antigua GFC          | 1-0  | 0-2    |
| Mixco              | 1-4        | Municipal            | 0-1  | 1-3    |
| Universidad SC     | 2-1        | Aurora               | 2-1  | 0-0    |
| Onassis Reforma    | 6-3        | Gualán               | 4-0  | 2-3    |
| San Benito         | 2-3        | Heredia              | 2-0  | 0-3    |
| Zacapa             | 0-4        | Sacachispas          | 0-1  | 0-3    |
| Mictlán            | 1-1 (g.v.) | Deportivo Achuapa    | 0-0  | 1-1    |
| Petapa             | 1-3        | Jutiapa              | 0-2  | 1-1    |
| Mictlán            | 1-1 (g.v.) | Achuapa              | 0-0  | 1-1    |
| Sanarate           | 1-2        | Comunicaciones       | 1-0  | 0-2    |
| Carchá             | 1-5        | Coban Imperial       | 1-0  | 0-5 ²  |

¹ Encuentro disputado el 24 de enero 
 ² Encuentro disputado el 2 de febrero

## Segundo ronda
Eliminatoria disputada a doble partido. Los encuentros de ida se disputaron el 8 y 9 de febrero y los de vuelta el 22 de febrero.
| Equipo local ida | Resultado  | Equipo visitante ida | Ida   | Vuelta |
| ---------------- | ---------- | -------------------- | ----- | ------ |
| Xinabajul        | 3-3 g.v.)  | Marquense            | 1-0   | 2-3    |
| Coatepeque       | 3-6        | Suchitepéquez        | 2-1   | 1-5    |
| Tiquisate        | 3-3 (g.v.) | Antigua GFC          | 3-2   | 0-1    |
| Universidad SC   | 1-3        | Municipal            | 0-2   | 1-1    |
| Heredia          | 8-3        | Onassis Reforma      | 6-0   | 2-3    |
| Sacachispas      | 1-2        | Coban Imperial       | 1-0   | 0-2    |
| Comunicaciones   | 4-1        | Jutiapa              | 0-0   | 1-4    |
| Mictlan          | 1-2        | Jalapa               | 0-0 ¹ | 1-2    |

¹ Encuentro disputado el 9 de febrero

## Fase final
|  | Cuartos de final                     | Cuartos de final                     | Cuartos de final                     |   |           | Semifinales                           | Semifinales                           | Semifinales                           |  |  | Final                                 | Final                                 | Final                                 |
|  | 1 de marzo (ida) 8 de marzo (vuelta) | 1 de marzo (ida) 8 de marzo (vuelta) | 1 de marzo (ida) 8 de marzo (vuelta) |   |           | 29 de marzo (ida) 5 de abril (vuelta) | 29 de marzo (ida) 5 de abril (vuelta) | 29 de marzo (ida) 5 de abril (vuelta) |  |  | 26 de abril (ida) 17 de mayo (vuelta) | 26 de abril (ida) 17 de mayo (vuelta) | 26 de abril (ida) 17 de mayo (vuelta) |
|  |                                      |                                      |                                      |   |           |                                       |                                       |                                       |  |  |                                       |                                       |                                       |
|  | Xinabajul                            | 2                                    | 0                                    |   |           |                                       |                                       |                                       |  |  |                                       |                                       |                                       |
|  | Suchitepéquez (3-4 P.)               | 0                                    | 2                                    |   |           |                                       |                                       |                                       |  |  |                                       |                                       |                                       |
|  | Suchitepéquez (3-4 P.)               | 0                                    | 2                                    |   | Xinabajul | 1                                     | 1                                     |                                       |  |  |                                       |                                       |                                       |
|  |                                      |                                      |                                      |   | Xinabajul | 1                                     | 1                                     |                                       |  |  |                                       |                                       |                                       |
|  |                                      | Municipal                            | 1                                    | 4 |           |                                       |                                       |                                       |  |  |                                       |                                       |                                       |
|  | Antigua GFC                          | Municipal                            | 1                                    | 4 | 0         | 1                                     |                                       |                                       |  |  |                                       |                                       |                                       |
|  | Antigua GFC                          |                                      |                                      |   | 0         | 1                                     |                                       |                                       |  |  |                                       |                                       |                                       |
|  | Municipal                            | 4                                    | 3                                    |   |           |                                       |                                       |                                       |  |  |                                       |                                       |                                       |
|  |                                      |                                      |                                      |   |           |                                       |                                       |                                       |  |  | Municipal                             | 1                                     |                                       |
|  |                                      |                                      | Jalapa                               | 2 |           |                                       |                                       |                                       |  |  |                                       |                                       |                                       |
|  | Coban Imperial                       | 1                                    | 1                                    |   |           |                                       |                                       |                                       |  |  |                                       |                                       |                                       |
|  | Heredia                              | 1                                    | 3                                    |   |           |                                       |                                       |                                       |  |  |                                       |                                       |                                       |
|  | Heredia                              | 1                                    | 3                                    |   | Heredia   | 1                                     | 1                                     |                                       |  |  |                                       |                                       |                                       |
|  |                                      |                                      |                                      |   | Heredia   | 1                                     | 1                                     |                                       |  |  |                                       |                                       |                                       |
|  |                                      | Jalapa                               | 0                                    | 3 |           |                                       |                                       |                                       |  |  |                                       |                                       |                                       |
|  | Comunicaciones                       | Jalapa                               | 0                                    | 3 | 0         | 0                                     |                                       |                                       |  |  |                                       |                                       |                                       |
|  | Comunicaciones                       |                                      |                                      |   | 0         | 0                                     |                                       |                                       |  |  |                                       |                                       |                                       |
|  | Jalapa                               | 0                                    | 1                                    |   |           |                                       |                                       |                                       |  |  |                                       |                                       |                                       |

## Final

### Partido de ida
| 26 de abril de 2006 | Municipal | 1-1 | Deportivo Jalapa | Estadio El Trébol, Ciudad de Guatemala |  |

### Partido de vuelta
| 17 de mayo de 2006 (20:00) | Deportivo Jalapa   | 1-0 | Municipal |  |  |
|                            | Jorge Rodas (Pen.) |     |           |  |  |